# Metoda sieciowa
Metoda sieciowa – jedna z metod służących do planowania, harmonogramowania złożonych przedsięwzięć (gospodarczych, organizacyjnych, technicznych) w czasie.
Zastosowanie jej polega na identyfikacji w całej zbiorowości zadań składających się na przedsięwzięcie tzw. zadań krytycznych, czyli takich, w których terminowa realizacja warunkuje terminowość realizacji całego przedsięwzięcia. W każdym przedsięwzięciu występuje tylko wąska grupa takich zadań, a pozostałe zadania mogą zostać opóźnione i nie wpłyną na końcowy termin zadania. Najkrótszy planowany czas przedsięwzięcia pozwala wyznaczyć czynności krytyczne, czyli te, w których nie może być opóźnień.